# 電車 (バンド)
電車（でんしゃ）は、筋肉少女帯の大槻ケンヂを中心に結成された日本のロックバンド。2004年10月に大槻ケンヂが脱退してからは活動を休止していたが、2014年に再始動。

## メンバー
- 大槻"モヨコ"ケンヂ（ボーカル）
  - 筋肉少女帯でメジャーデビュー。NARASAKIらとのバンド「特撮」や、アニメ『さよなら絶望先生』でのユニット「大槻ケンヂと絶望少女達」などのほか、作家としても活躍。
- 石塚"BERA"伯広（ギター）
  - メジャーデビュー前の筋肉少女帯に在籍。上領亘やkyo、SOFT BALLETなど、多くのミュージシャンのサポートとして活躍。
- 佐藤研二（ベース）
  - マルコシアス・バンプでメジャーデビュー。會田茂一らとのバンド「FOE」や、ROLLYらとのバンド「THE 卍」などで活躍。
- 小畑ポンプ（ドラム）
  - すかんちでメジャーデビュー。ポルノグラフィティのサポートや、ただすけとのユニット「ポンすけ」などで活躍。

## ディスコグラフィー

### アルバム
- 電車トーマソ（2001年4月24日）
- 勉強（2002年2月27日）
- 電車英雄（2005年1月19日）
- 〜再度運転〜「そうだ、電車聞こう」（2014年11月5日）
- 0'年代の電車 3TITLES（2017年5月17日）- ※1stアルバム『電車トーマソ』、2ndアルバム『勉強』、ライブアルバム『電車英雄』の3作品を1パッケージにまとめた商品[1]。

### 参加音源
- 365:A TRIBUTE TO THE STALIN（2001年1月24日）
  - ザ・スターリンのトリビュート・アルバム。『包丁とマンジュウ』で参加。
- LUPIN THE COVER（2003年7月24日）
  - アニメ『ルパン三世』のトリビュート・アルバム。『ルパン三世主題歌1，ルパン三世主題歌2，AFRO“LUPIN'68”& SCAT THEME ～ルパン三声 2003 homage』で参加。